# Плура
Плура (норв. Plura) — река в коммуне Рана в фюльке Нурланн в северной части Норвегии.
Река берёт начало из озера Стуре-Калваннет, протекает по долине Плурдален и впадает в реку Ранельва в десяти километрах севернее города Му-и-Рана. Плура является частично подземной рекой, её подземная часть самая протяжённая в Норвегии и составляет 3,8 км.

## Галерея

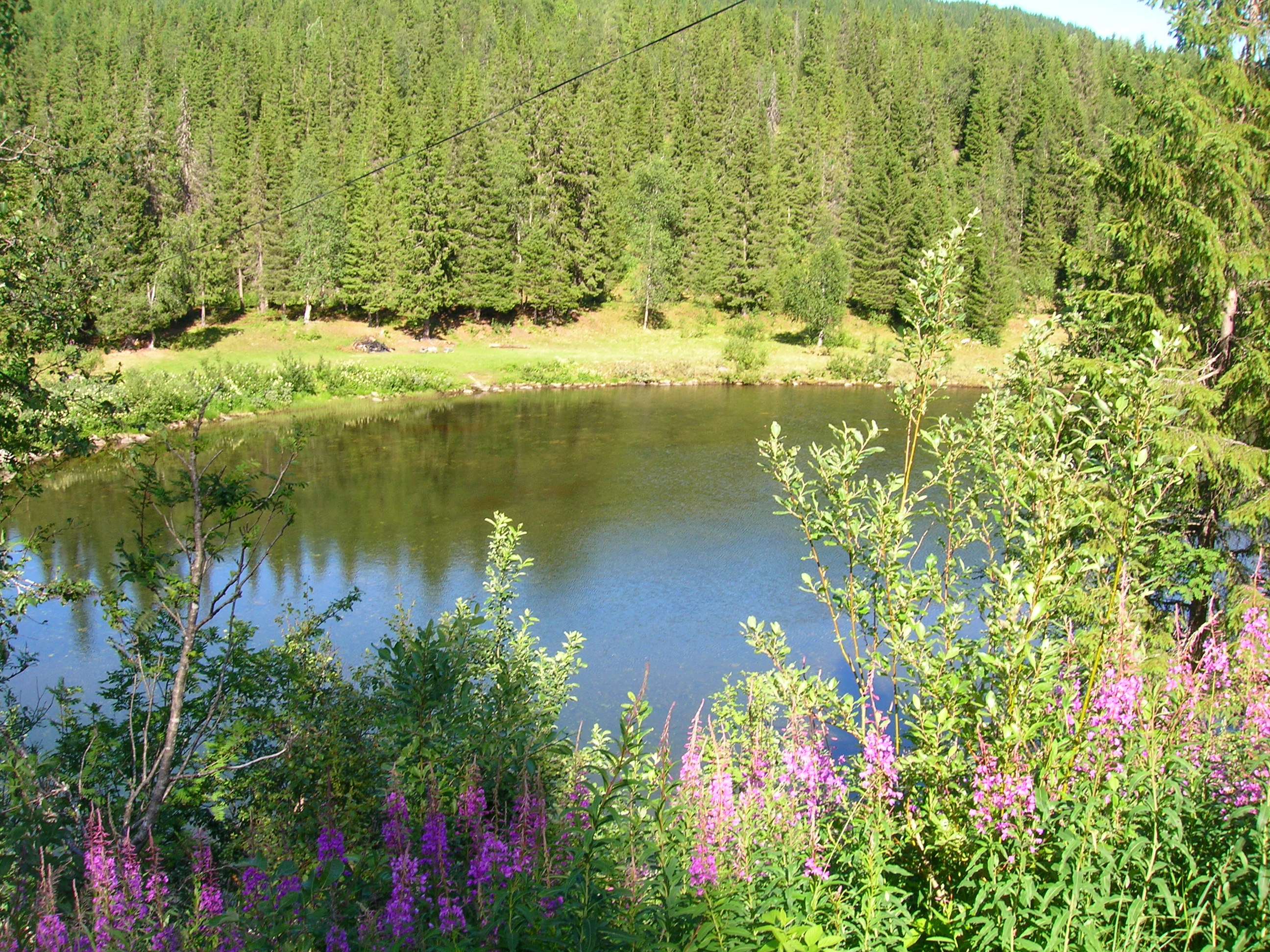
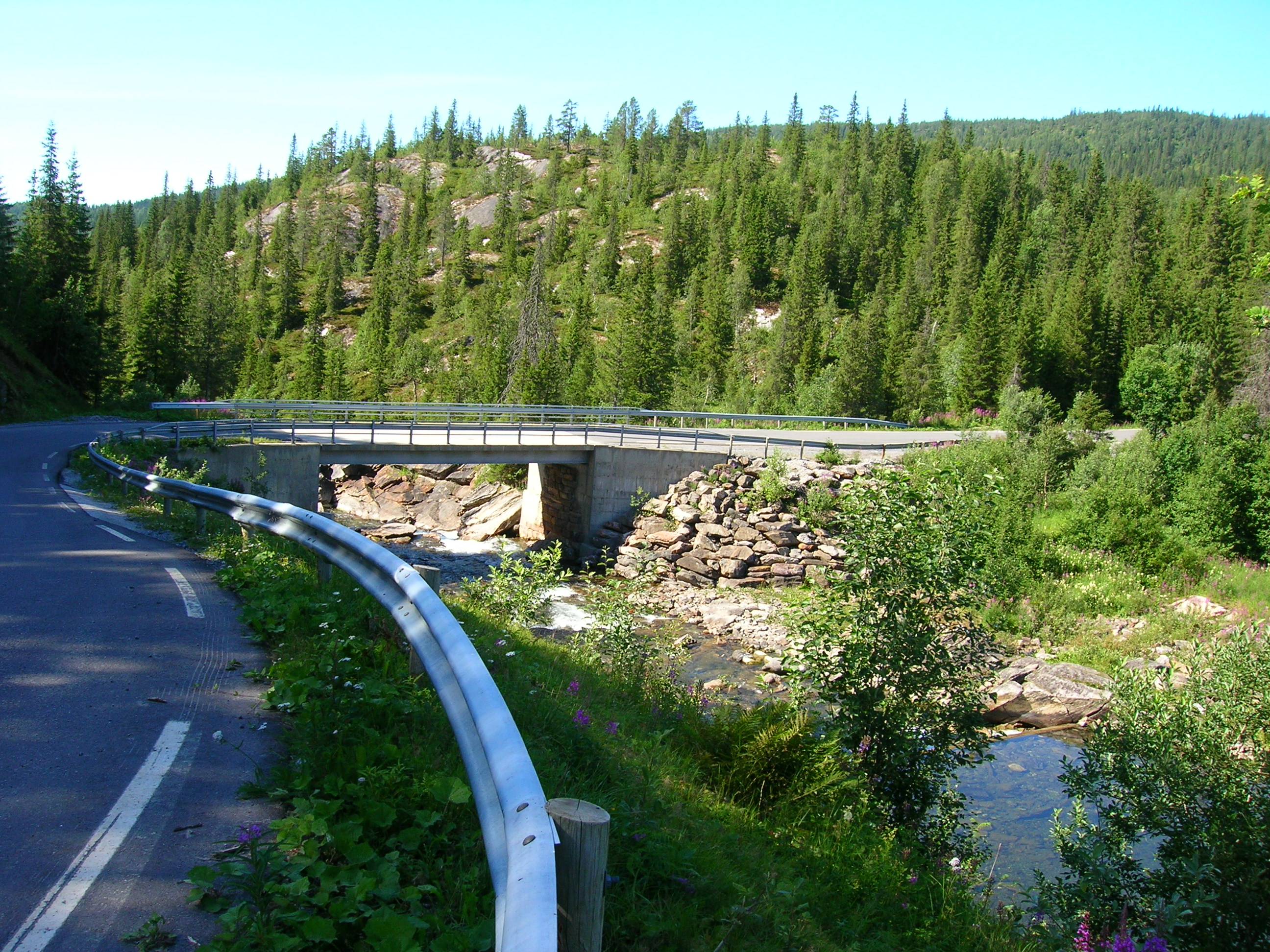
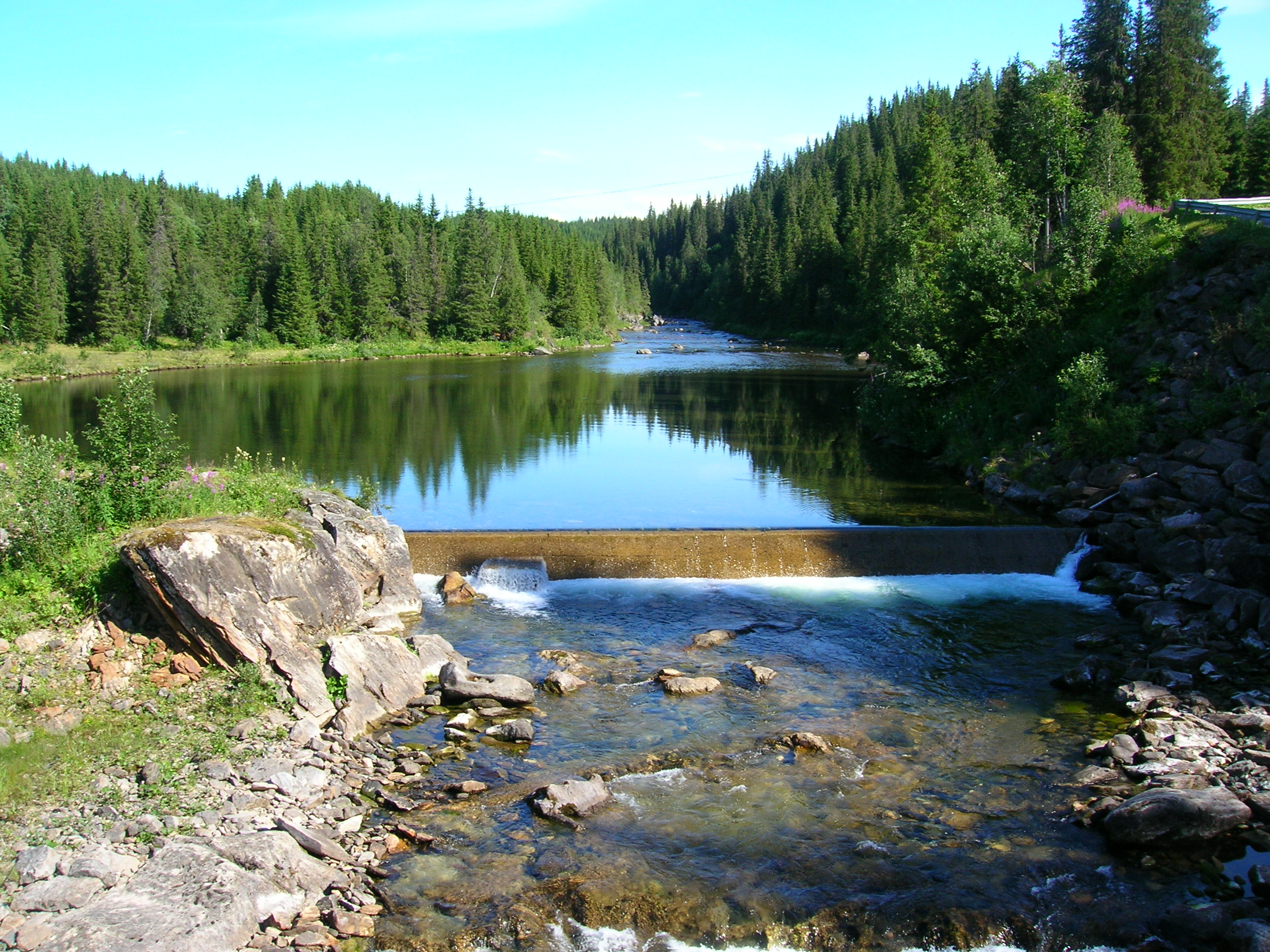
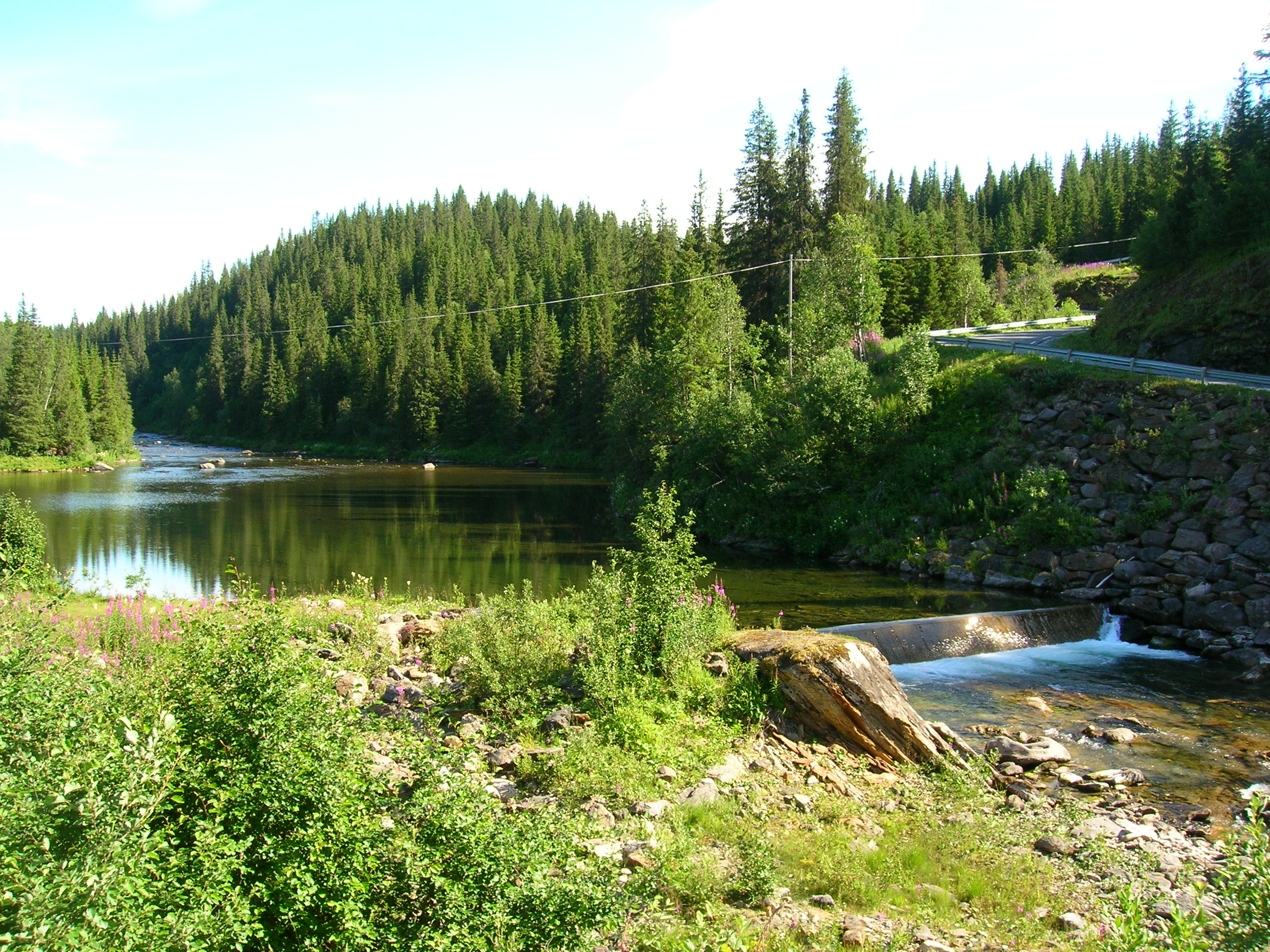
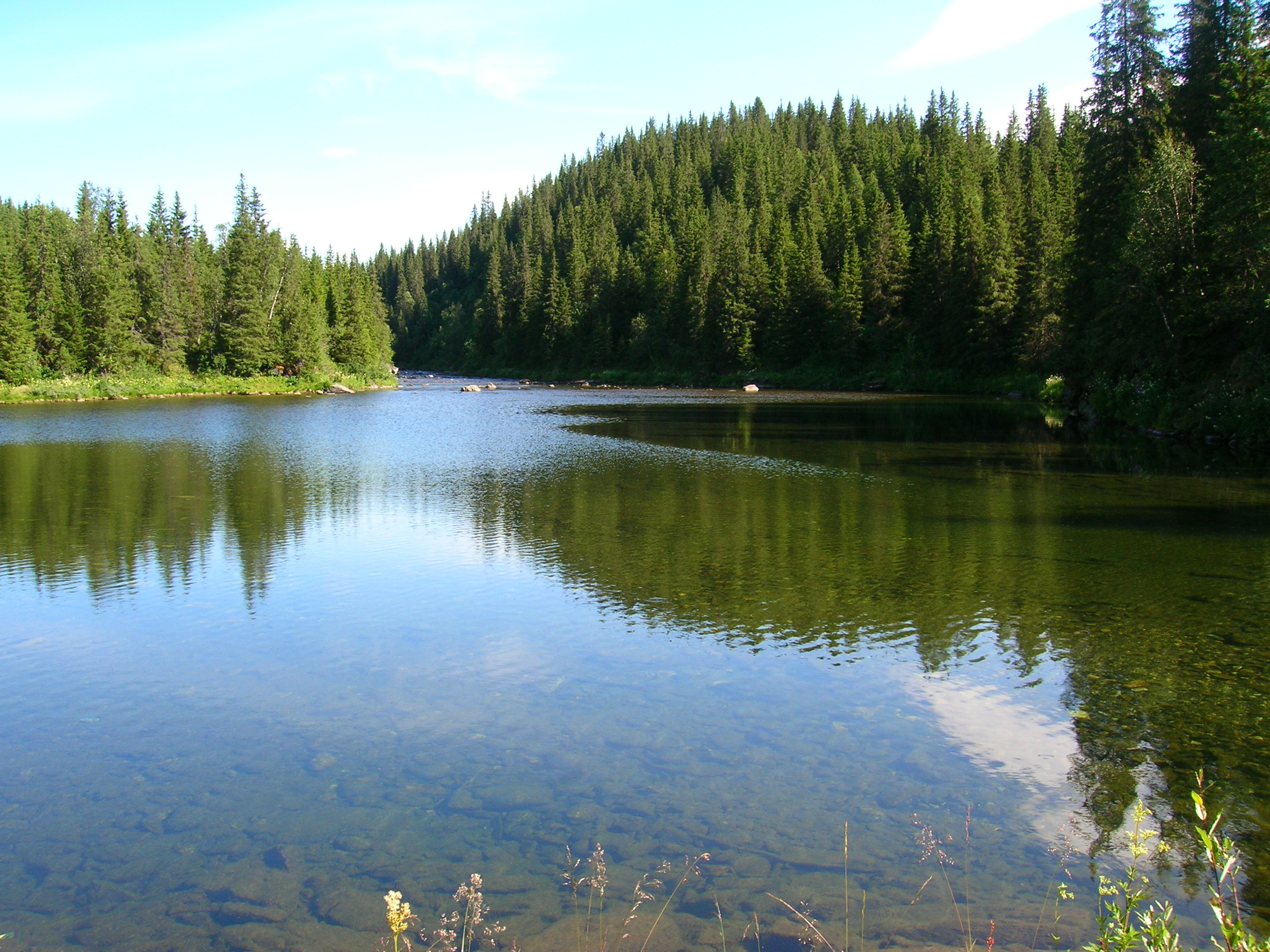
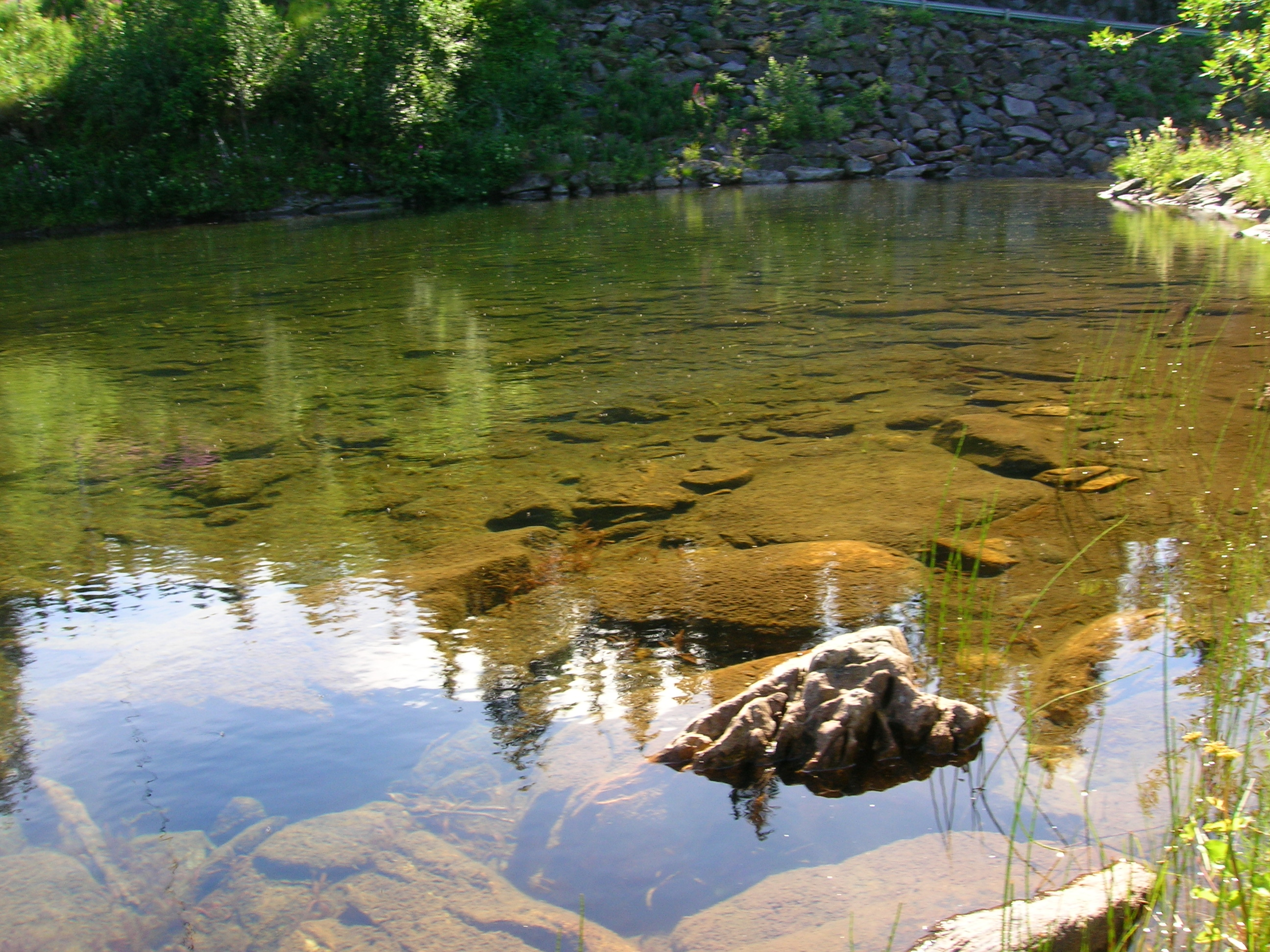
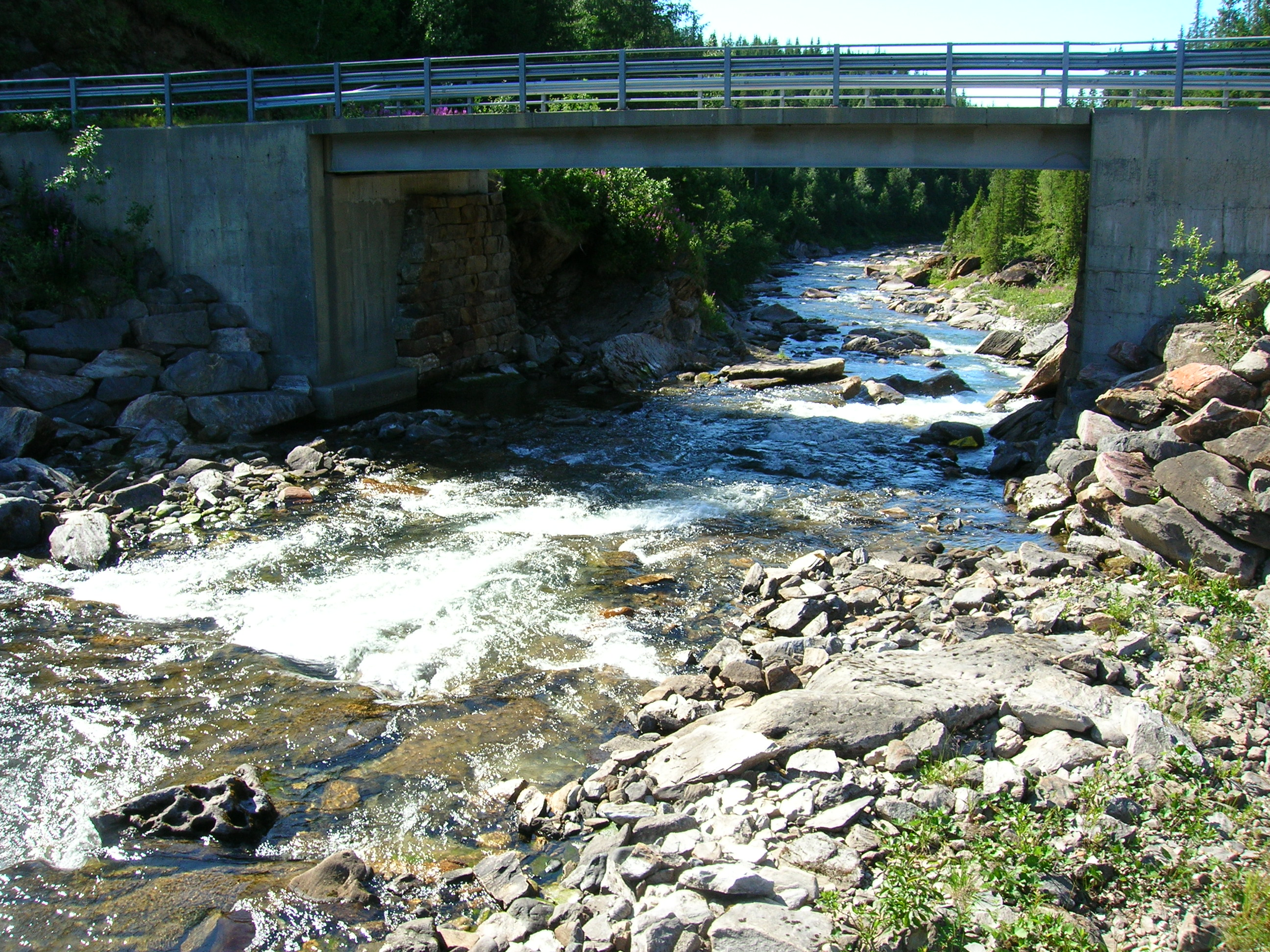
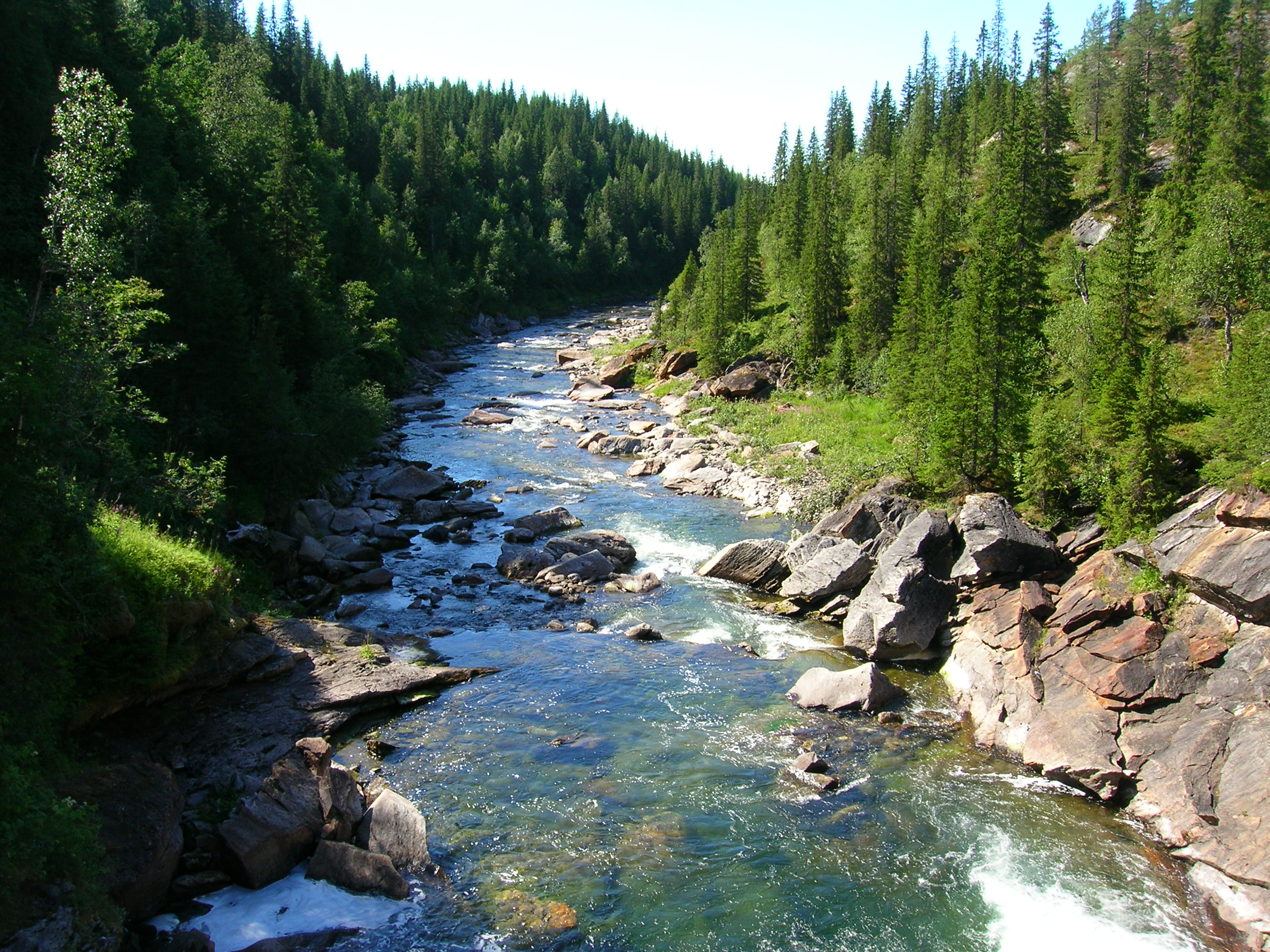
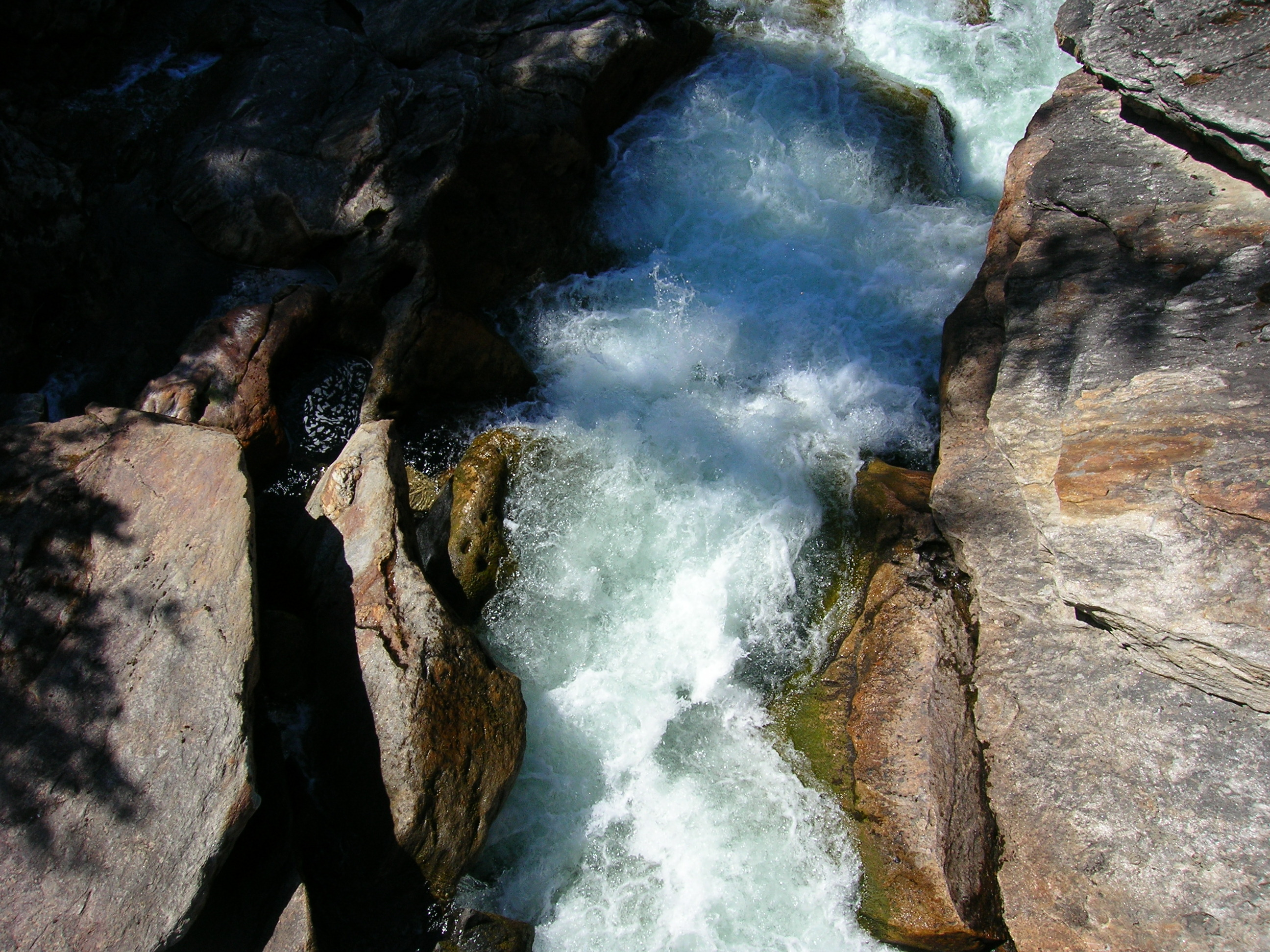
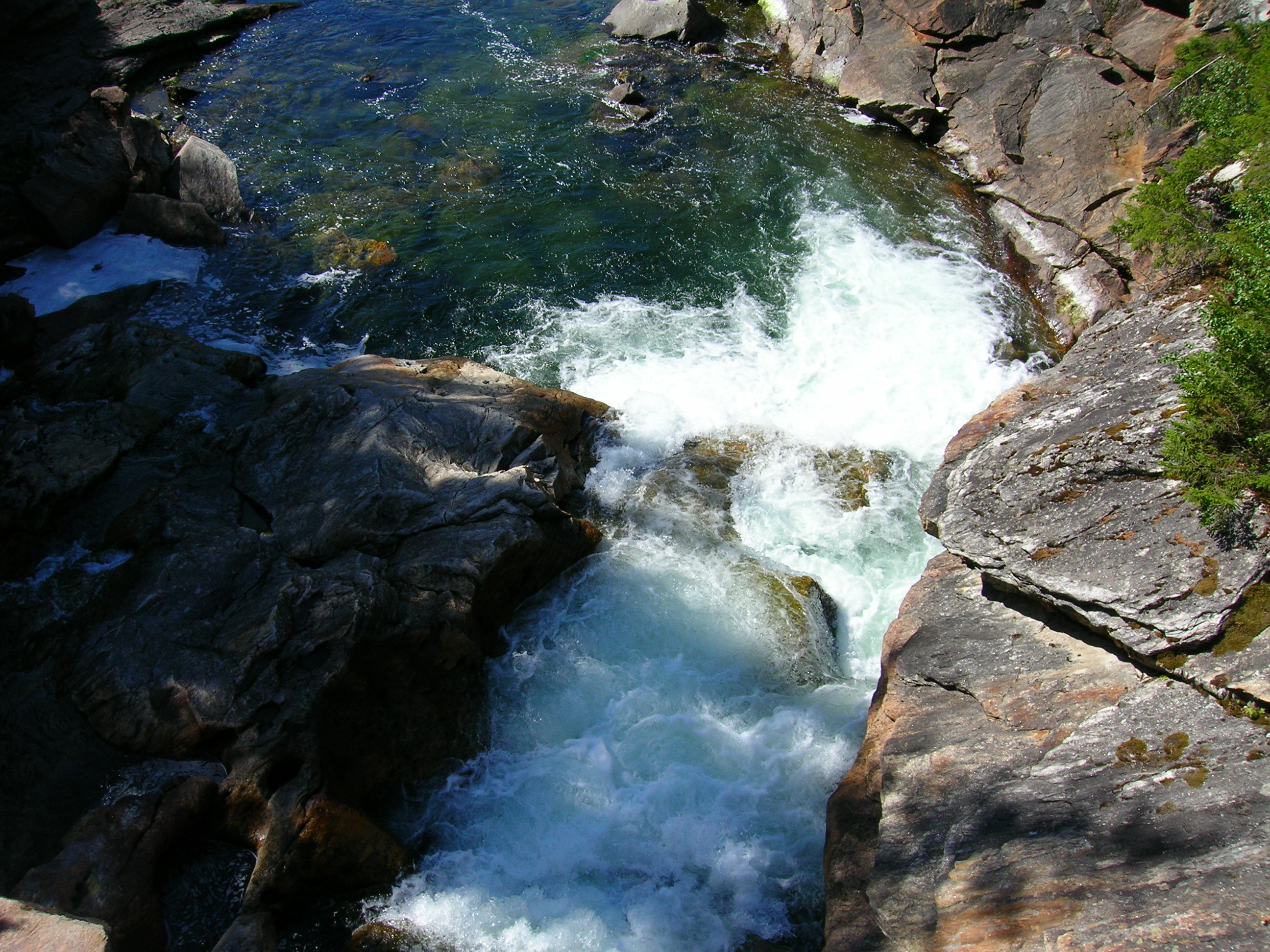